# Télécom Paris

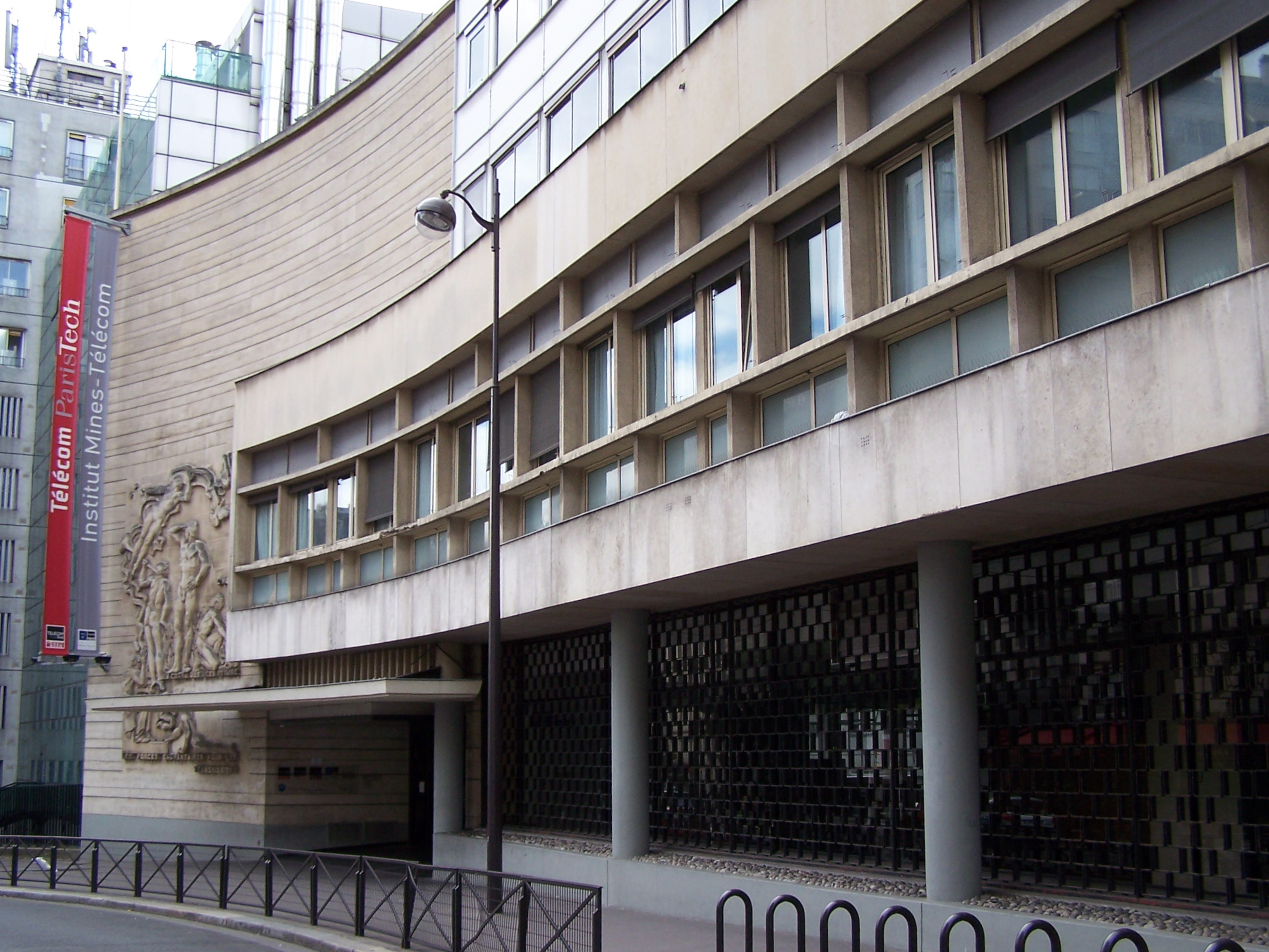
Den tidigare byggnaden i Paris.

Télécom Paris, mellan 2008 och 2019 Télécom ParisTech, är en fransk grande école som utexaminerar telekommunikationingenjörer i norra Frankrike, och som är medlem av Université Paris-Saclay.